# Julian Draxler
Julian Draxler (* 20. září 1993 Gladbeck) je německý profesionální fotbalista, který hraje na pozici žubimíra za katarský klub Al Ahli SC. Mezi lety 2012 a 2022 odehrál také 58 utkání v dresu německé reprezentace, v nichž vstřelil 7 branek. V roce 2014 vyhrál s Německem mistrovství světa.

## Klubová kariéra
S profesionálním fotbalem začal v klubu Schalke 04.
Těsně před uzávěrkou letních přestupů, přestoupil 31. srpna z Schalke do jiného německého týmu VfL Wolfsburg, kde podepsal smlouvu do roku 2020. Výše přestupu nebyla oficiálně zveřejněna, neoficiálně se uváděla částka okolo 36 milionů eur. V lednu 2017 přestoupil do francouzského klubu Paris Saint-Germain.

## Reprezentační kariéra
Draxler reprezentoval Německo v mládežnických kategoriích U18, U19 a U21.
V A-mužstvu Německa debutoval 26. května 2012 pod trenérem Joachimem Löwem v přátelském utkání proti reprezentaci Švýcarska (porážka 3:5).

### Mistrovství světa 2014
Trenér Joachim Löw jej vzal na Mistrovství světa 2014 v Brazílii. Němci postoupili ze základní skupiny G se 7 body z prvního místa po výhře 4:0 s Portugalskem, remíze 2:2 s Ghanou a výhrou 1:0 s USA. Poprvé na šampionátu nastoupil v semifinále proti domácí Brazílii za rozhodlého stavu 7:0, Němci nakonec rozdrtili jihoamerický tým 7:1. S týmem získal zlaté medaile po finálové výhře 1:0 proti Argentině, do tohoto zápasu již nezasáhl.